# Kawasaki GTR 1400
La Kawasaki 1400 GTR, conosciuta anche come GTR 1400, Concours 14 o ZG1400, è una motocicletta stradale prodotta dalla casa motociclistica giapponese Kawasaki Heavy Industries Motorcycle & Engine dal 2007.
La 1400GTR, che è stata introdotta sul mercato nel settembre 2007, è basata sulla ZX-14 e va a sostituire l'originale GTR 1000 che è stata prodotta dal 1986 al 2006.

## Caratteristiche tecniche
| Caratteristiche tecniche - Kawasaki 1400 GTR                                | Caratteristiche tecniche - Kawasaki 1400 GTR | Caratteristiche tecniche - Kawasaki 1400 GTR | Caratteristiche tecniche - Kawasaki 1400 GTR | Caratteristiche tecniche - Kawasaki 1400 GTR | Caratteristiche tecniche - Kawasaki 1400 GTR |
| --------------------------------------------------------------------------- | --- | --- | --- | --- | --- |
|                                                                             | | | | | |
| Dimensioni e pesi                                                           | | | | | |
| Ingombri (lungh.×largh.×alt.)                                               | 2230 × 790 × 1345 mm | 2230 × 790 × 1345 mm | 2230 × 790 × 1345 mm | 2230 × 790 × 1345 mm | 2230 × 790 × 1345 mm |
| Interasse: 1520 mm                                                          | Interasse: 1520 mm | Massa a vuoto: | Massa a vuoto: | Serbatoio: 22 l | Serbatoio: 22 l |
| Meccanica                                                                   | | | | | |
| Tipo motore: quattro cilindri in linea                                      | Tipo motore: quattro cilindri in linea | Tipo motore: quattro cilindri in linea | Tipo motore: quattro cilindri in linea | Raffreddamento: a liquido | Raffreddamento: a liquido |
| Cilindrata                                                                  | 1352 cm³ (Alesaggio 84 × Corsa 61 mm) | 1352 cm³ (Alesaggio 84 × Corsa 61 mm) | 1352 cm³ (Alesaggio 84 × Corsa 61 mm) | 1352 cm³ (Alesaggio 84 × Corsa 61 mm) | 1352 cm³ (Alesaggio 84 × Corsa 61 mm) |
| Distribuzione: doppio albero a camme in testa (DOHC) 4 valvole per cilindro | Distribuzione: doppio albero a camme in testa (DOHC) 4 valvole per cilindro | Distribuzione: doppio albero a camme in testa (DOHC) 4 valvole per cilindro | Alimentazione: iniezione elettronica | Alimentazione: iniezione elettronica | Alimentazione: iniezione elettronica |
| Potenza:                                                                    | Potenza: | Coppia: | Coppia: | Rapporto di compressione: 12,0:1 | Rapporto di compressione: 12,0:1 |
| Frizione: multidisco a bagno d'olio                                         | Frizione: multidisco a bagno d'olio | Frizione: multidisco a bagno d'olio | Cambio: a 6 marce (sempre in presa) | Cambio: a 6 marce (sempre in presa) | Cambio: a 6 marce (sempre in presa) |
| Accensione                                                                  | elettronica CDI | elettronica CDI | elettronica CDI | elettronica CDI | elettronica CDI |
| Trasmissione                                                                | finale a cardano | finale a cardano | finale a cardano | finale a cardano | finale a cardano |
| Avviamento                                                                  | elettrico | elettrico | elettrico | elettrico | elettrico |
| Ciclistica                                                                  | | | | | |
| Telaio                                                                      | in alluminio pressofuso | in alluminio pressofuso | in alluminio pressofuso | in alluminio pressofuso | in alluminio pressofuso |
| Sospensioni                                                                 | Anteriore: forcella telescopica, steli rovesciati / Posteriore: monoammortizzatore "Kayaba" | Anteriore: forcella telescopica, steli rovesciati / Posteriore: monoammortizzatore "Kayaba" | Anteriore: forcella telescopica, steli rovesciati / Posteriore: monoammortizzatore "Kayaba" | Anteriore: forcella telescopica, steli rovesciati / Posteriore: monoammortizzatore "Kayaba" | Anteriore: forcella telescopica, steli rovesciati / Posteriore: monoammortizzatore "Kayaba" |
| Freni                                                                       | Anteriore: doppio freno a disco semiflottante "a margherita" da 310 mm, pinza ad attacco radiale con 4 pistoncini contrapposti e pompa radiale Nissin / Posteriore: disco singolo "a margherita" da 270 mm a doppio pistonicino contrapposto | Anteriore: doppio freno a disco semiflottante "a margherita" da 310 mm, pinza ad attacco radiale con 4 pistoncini contrapposti e pompa radiale Nissin / Posteriore: disco singolo "a margherita" da 270 mm a doppio pistonicino contrapposto | Anteriore: doppio freno a disco semiflottante "a margherita" da 310 mm, pinza ad attacco radiale con 4 pistoncini contrapposti e pompa radiale Nissin / Posteriore: disco singolo "a margherita" da 270 mm a doppio pistonicino contrapposto | Anteriore: doppio freno a disco semiflottante "a margherita" da 310 mm, pinza ad attacco radiale con 4 pistoncini contrapposti e pompa radiale Nissin / Posteriore: disco singolo "a margherita" da 270 mm a doppio pistonicino contrapposto | Anteriore: doppio freno a disco semiflottante "a margherita" da 310 mm, pinza ad attacco radiale con 4 pistoncini contrapposti e pompa radiale Nissin / Posteriore: disco singolo "a margherita" da 270 mm a doppio pistonicino contrapposto |
| Pneumatici                                                                  | anteriore 120/70 ZR 17 (58W) - posteriore 190/50 ZR 17 (73W) | anteriore 120/70 ZR 17 (58W) - posteriore 190/50 ZR 17 (73W) | anteriore 120/70 ZR 17 (58W) - posteriore 190/50 ZR 17 (73W) | anteriore 120/70 ZR 17 (58W) - posteriore 190/50 ZR 17 (73W) | anteriore 120/70 ZR 17 (58W) - posteriore 190/50 ZR 17 (73W) |
| Fonte dei dati:                                                             | | | | | |